# Krzysztof Szablowski
Krzysztof Tomasz Szablowski (ur. 12 stycznia 1976) – polski trener koszykarski, od 2021 pierwszy trener Dzików Warszawa.

## Osiągnięcia
Na podstawie, o ile nie zaznaczono inaczej.

### Trener główny
Drużynowe
- Mistrzostwo Polski U–20 (2006)
- Wicemistrzostwo Polski U–20 (2007)

Indywidualne
- Trener roku I ligi polskiej w koszykówce mężczyzn (2023)[4]

### Asystent trenera
- Wicemistrz Polski (2006, 2010)
- Brązowy medalista mistrzostw Polski (2009, 2014)
- Zdobywca:
  - pucharu Polski (2007, 2013)
  - Superpucharu Polski (2007)
- Finalista Pucharu Polski (2011)
- Asystent trenera Południa podczas meczu gwiazd U–21 polskiej ligi (2006)[5]

### Reprezentacja
- Mistrzostwo Europy U–20 dywizji B (2013 – jako asystent trenera)
- Uczestnik jako asystent trenera:
  - mistrzostw Europy (2013 – 21. miejsce, 2015 – 11. miejsce)
  - kwalifikacji do mistrzostw Europy (2013)
  - mistrzostwa świata w Chinach (2019)